# Комиссарова, Ирина Владимировна
Ирина Владимировна Комиссарова (до 1993 года — Пухальская, укр. Ірина Володимирівна Комісарова (Пухальська); 18 июня 1970, Херсон) — советская и украинская волейболистка и тренер, мастер спорта международного класса.

## Биография
Ирина Пухальская начинала играть в волейбол в спортшколе города Херсона у заслуженного тренера Украины Сергея Анатольевича Безгана, затем обучалась в киевском спортинтернате (КСОШИСП). В 1986 году была приглашена в запорожскую «Орбиту». В составе команды Владимира Бузаева побеждала в розыгрыше Кубка СССР, становилась бронзовым призёром союзного чемпионата, обладательницей Кубка Европейской конфедерации волейбола, чемпионкой Украины.
В составе сборной Украины в 1993 году выиграла бронзовую медаль чемпионата Европы. В том же году Ирина вышла замуж и стала Комиссаровой.
С середины 1990-х годов играла в ведущих клубах Турции — «Эмлякбанк» из Анкары и стамбульские команды «Гюнеш Сигорта», «Вакыфбанк Гюнеш Сигорта» и «Бешикташ». В сезонах 1997/98 и 2003/04 годов возвращалась в запорожскую «Орбиту»; в сезоне-2004/05 выступала за хорватский клуб «Тифон Азена» (Велика-Горица), из которого снова вызывалась в сборную Украины.
В 2008—2012 годах Ирина Комиссарова выступала за «Северодончанку» и четыре раза подряд признавалась лучшей связующей украинского чемпионата. С 2010 года являлась играющим тренером команды, а в сезоне-2009/10 также тренировала выступавшую в высшей лиге «Северодончанку»-2. С 2009 года регулярно играла в национальной сборной, выполняя обязанности капитана команды. В июле 2011 года играла на Кубке Ельцина, а в сентябре 2011 года была участницей чемпионата Европы в Сербии и Италии.
В январе 2016 года после четырёхлетнего перерыва вернулась на площадку и провела несколько матчей за свою родную «Орбиту», заменив травмированную связующую Ольгу Скрипак. Перед началом сезона-2016/17 стала главным тренером «Орбиты», а с 2017 года после возвращения в Запорожье Владимира Бузаева работала в клубе в должности тренера. В 2020 году возглавила спортивную академию «Прометей» в Каменском, работала главным тренером команды высшей лиги «Прометей-2-ДГТУ».

## Достижения

### Со сборными
- Со сборной Украинской ССР — бронзовый призёр Спартакиады народов СССР (1986).
- Со сборной Украины — бронзовый призёр чемпионата Европы (1993).

### В клубной карьере
- Бронзовый призёр чемпионата СССР (1988/89).
- Обладательница Кубка СССР (1988).
- Чемпионка Украины (1992/93, 2008/09), серебряный (1992, 1993/94, 1994/95, 1997/98, 2003/04) и бронзовый (2010/11, 2011/12) призёр чемпионатов Украины.
- Обладательница Кубка Украины (1993, 2009).
- Чемпионка Турции (1995/96), серебряный призёр чемпионатов Турции (1998/99—2001/02, 2005/06).
- Серебряный призёр чемпионата Хорватии (2004/05).
- Обладательница Кубка Европейской конфедерации волейбола (1989/90), серебряный (1994/95, 1995/96) и бронзовый (1999/2000) призёр Кубка CEV.
- Участница «Финала четырёх» Лиги чемпионов (2005/06).

### Индивидуальные
- Лучшая связующая чемпионатов Украины (2008/09—2011/12).